# 吳允紅
吳允紅（韓語：오윤홍，1971年8月9日—），韓國女演員。

## 演出作品

### 電視劇
- 2004年：SBS《土地》
- 2013年：KBS《Good Doctor》
- 2014年：tvN《未生》飾演 吳尚植的妻子
- 2015年：MBC《女王之花》
- 2015年：MBC《夜行書生》飾演 花粉
- 2016年：KBS《Master－麵條之神》飾演 崔玉心
- 2016年：JTBC《所羅門的偽證》飾演 全美愛
- 2018年：OCN《Voice 2》飾演 邱惠靜
- 2022年：MBC《魔女的遊戲》飾演 鄭敏子
- 2023年：JTBC《離婚律師申晟瀚》飾演 朴志連
- 2023年：TV朝鮮《榴蓮小姐》飾演 阿一拉的母親

### 電影
- 1998年：《江原道之力》飾演 智淑
- 2003年：《天上的庭園》
- 2005年：《情慾愛》
- 2005年：《85度瘋狂之愛》
- 2006年：《天下壯士麥當娜》
- 2007年：《外遇的好日子》
- 2010年：《佳節》
- 2010年：《黃海》
- 2014年：《怪談少女》
- 2015年：《老兵》
- 2016年：《鳳伊 金先達》
- 2019年：《娑婆訶》飾演 蓮花菩薩
- 2024年：《战，乱》饰演 宗吕的母亲

## 外部連結
- NAVER（页面存档备份，存于）